# Liste der Bischöfe von Cagli
Die folgenden Personen waren Bischöfe von Cagli und Pergola (Italien):
- Graziano oder Greciano (359)
- Roman (499)
- Viticano (502)
- Donato (721)
- Passivo I. oder Podio (721)
- Anastasius (731)
- Rudolf (761)
- Gioviano (769)
- Adelfred (774–814)
- Passivo II. oder Passino (815)
- Andrea (845–861)
- Giustino detto Martino (861–?)
- Johannes I. (872–?)
- Odolardo (887–?)
- Martin (890–?)
- Johannes II. (967–?)
- Lodolf oder Luitolf (?–1045)
- Ugo, Marco oder Azzo (1058–1062)
- Johannes Morigi (1067–?)
- Ugo Siccardi (1083–?)
- Paolo (1093–?)
- Ambrogio (1106–1116)
- Quirico, Quinico oder Giumeo (1128–1154)
- Rainer von Spalato (1154–1175)
- Alloderico oder Alloderio (1176–1211)
- Andronico (1211–1217)
- Anselm (1217–?)
- Albert (1229–?)
- Egidio (1233–1259)
- Morando (1259–1265)
- Ugolino Acquaviva (1266–1276)
- Iacopo oder Ugolino
- Rinaldo oder Rainaldo Siccardi (1276–?)
- Guglielmo Mastini (1285–1295)
- Ottavio (1295)
- Angelo (1295–1297)
- Lituardo Cerruti oder Cervati (1297–1301)
- Pacifico (1301–?)
- Giovanni (1304–?)
- Rogerio Todini (1309–1319)
- Pietro I. (1319–1323)
- Alberto oder Roberto Siccardi (1328–1342)
- Pietro II. (1342–1348)
- Guido Luzi oder Guidone Spini (1348–1353)
- Tommaso Sferrati (1353–1379)
- Agostino (1369–1396)
- Niccolò Merciario oder Marciari (1398–1410)
- Giovanni Buono Luzi (1414–1429)
- Ginesio oder Senesio (1430–1440)
- Antonio Severi oder Severini (1440–1446)
- Pietro III. (1448–1453)
- Simone Paolo Crispigni (1453–1460)
- Consoluccio oder Consoluto Mastini (1460–1474)
- Pierantonio Mastini (1474–1478)
- Guido Bonclerici oder Boncheri (1478–1484)
- Barzio oder Barozio Barzi (1484–1494)
- Bartolomeo Torelli (1494–1496)
- Gaspare Golfi (1498–1503)
- Ludovico (1503–1504)
- Bernardino de Lei (1504–1506)
- Antonio Cristini (1506–1507)
- Giorgio Benigni Salviati (1508–1513)
- Tommaso Albizi oder Albini (1513–1524)
- Cristoforo del Monte (1525–1550)
- Giovanni del Monte (1550–1554)
- Cristoforo Kardinal del Monte (1554–1564)
- Giovanni Battista Torleoni (1565–1567)
- Paolo Maria della Rovere (1568–1591)
- Ascanio Libertano oder Libertani (1591–1607)
- Timocrate oder Democrate Aloigi (1607–1610)
- Filippo Bili oder Bigli (1610–1629)
- Giovanni Francesco Passionei (1629–1641)
- Pacifico Trani oder Trasi (1642–1660)
- Castracane de’Castracani (1660–1669)
- Andrea Tamantini (1670–1686)
- Giulio Giacomo Castellani (1686–1694)
- Benedetto Luperti (1694–1709)
- Alfonso de’Belincioni (1710–1721)
- G. Francesco de’Bisleti (1721–1726)
- Girolamo Maria Allegri (1727–1742)
- Silvestro Lodovico Paparelli (1742–1754)
- Lodovico Agostino Bertozzi (1754–1802)
- Alfonso Cingari (1806–1817)
- Carlo Monti (1818–1842)
- Bonifacia Cajani (1842–1863)
- Francesco Andreoli (1864–1875)
- Luigi Raffaele Zampetti (1875–1876)
- Gioacchino Cantagalli (1876–1884)
- Giovanni Battista Scotti (1884–1894) (auch Bischof von Osimo und Cingoli)
- Giuseppe Maria Aldanesi (1895–1906)
- Ettore Fronzi (1908–1918) (auch Erzbischof von Camerino)
- Augusto Curi (1918–1925) (auch Erzbischof von Bari)
- Giuseppe Venturi (1926–1931) (auch Erzbischof von Chieti)
- Filippo Maria Mantini (1931–1939)
- Raffaele Campelli (1939–1977)
- Costanzo Micci (1977–1985)
- Mario Cecchini (1986) (auch Bischof von Fano-Fossombrone-Cagli-Pergola)

Fortsetzung unter Liste der Bischöfe von Fano